# Leone di Belfort

Il Leone di Belfort.

Il Leone di Belfort è una statua colossale realizzata dallo scultore francese Auguste Bartholdi e situata nella città di Belfort, in Francia. Essa commemora l'eroica resistenza della città durante l'assedio prussiano del 1870.

## Descrizione
Lunga 22 metri e alta 11, l'opera è costituita da blocchi di arenaria rosa di Pérouse scolpiti uno ad uno e trasportati sotto la cittadella di Belfort per essere assemblati. Originariamente essa doveva essere rivolta verso la Germania, ma dopo le proteste di quest'ultima fu deciso di rivolgerla verso ovest.

## Storia
Bartholdi avrebbe utilizzato come modello per la sua opera il leone Brutus del domatore Jean-Baptiste Pezon. La costruzione iniziò nel 1872 e venne portata a termine nel settembre del 1879. A causa di controversie tra la città e lo scultore non ci fu all'epoca un'inaugurazione ufficiale ma Bartholdi riuscì comunque ad organizzarne, col sostegno dei cittadini, una "ufficiosa" e il 28 agosto 1880 coprì le spese per un'illuminazione dell'opera. Il 20 aprile 1930 la statua venne classificata come monumento storico e nel 1989 fu inaugurata ufficialmente da Jean-Pierre Chevènement.

## Influenze
Una versione del logo Peugeot potrebbe avere origine nel Leone di Belfort. Questo logo si ispira, infatti, al leone presente nella bandiera della Franca Contea (la famiglia Peugeot era originaria proprio di queste zone) e vuole originariamente simboleggiare le tre qualità dell'azienda Peugeot, la forza, la flessibilità e la velocità.

## Repliche
Esistono due copie della statua: la prima si trova in place Denfert-Rochereau, nel XIV arrondissement di Parigi e la seconda in Dorchester Square a Montréal.

## Galleria d'immagini

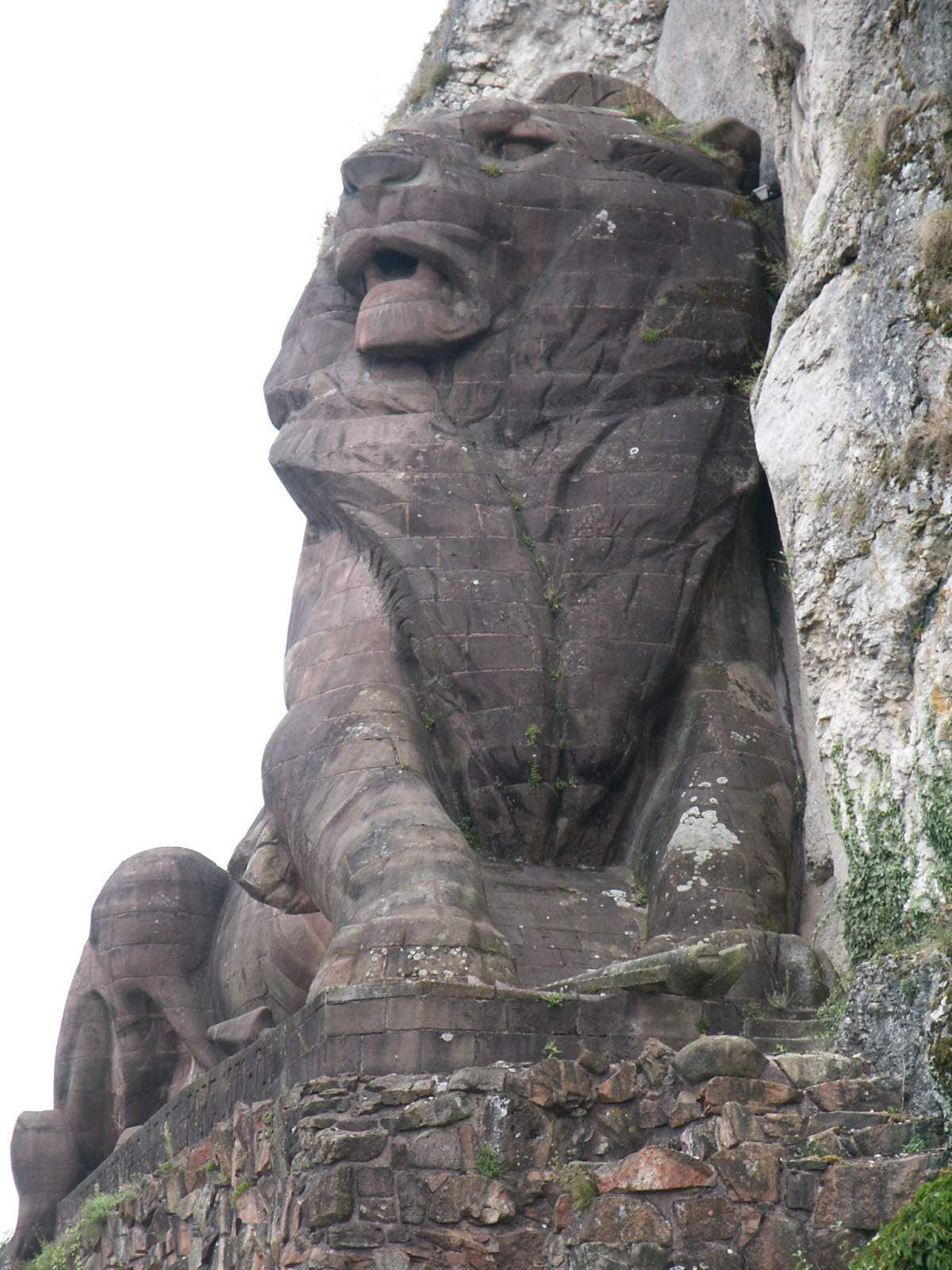
Il Leone di Belfort visto frontalmente.
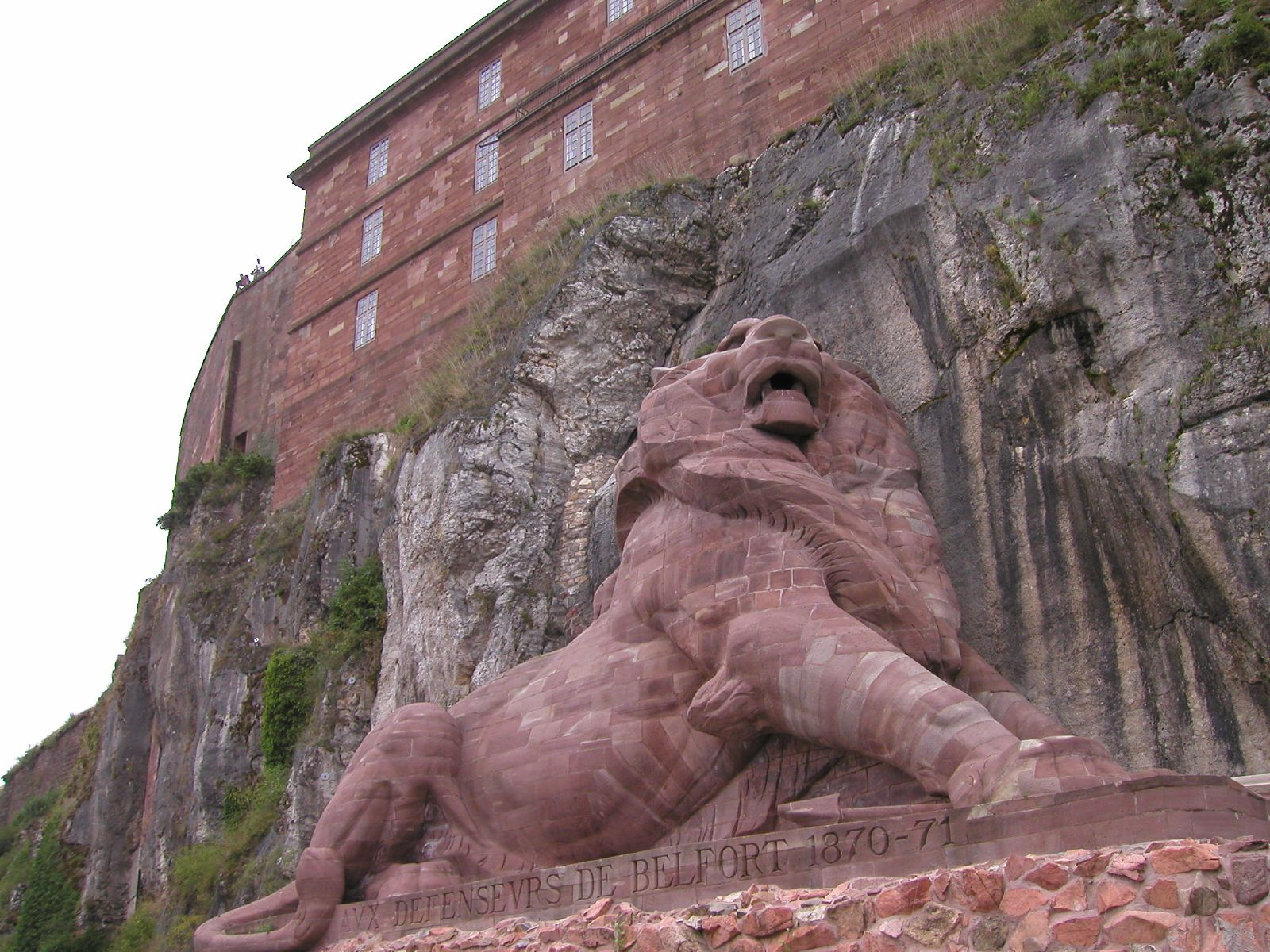
Il Leone di Belfort visto da sotto.
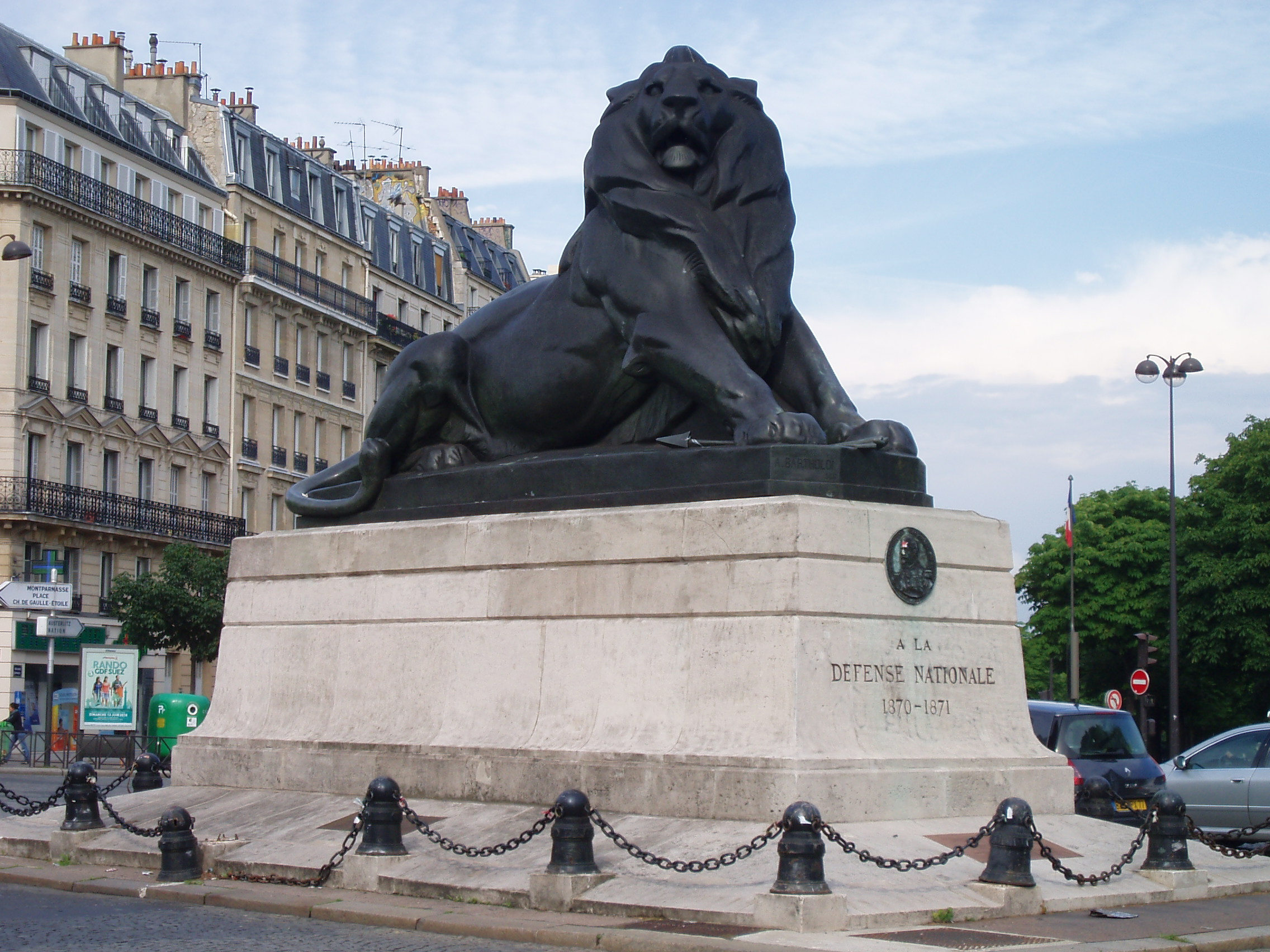
La replica di Parigi del Leone di Belfort.
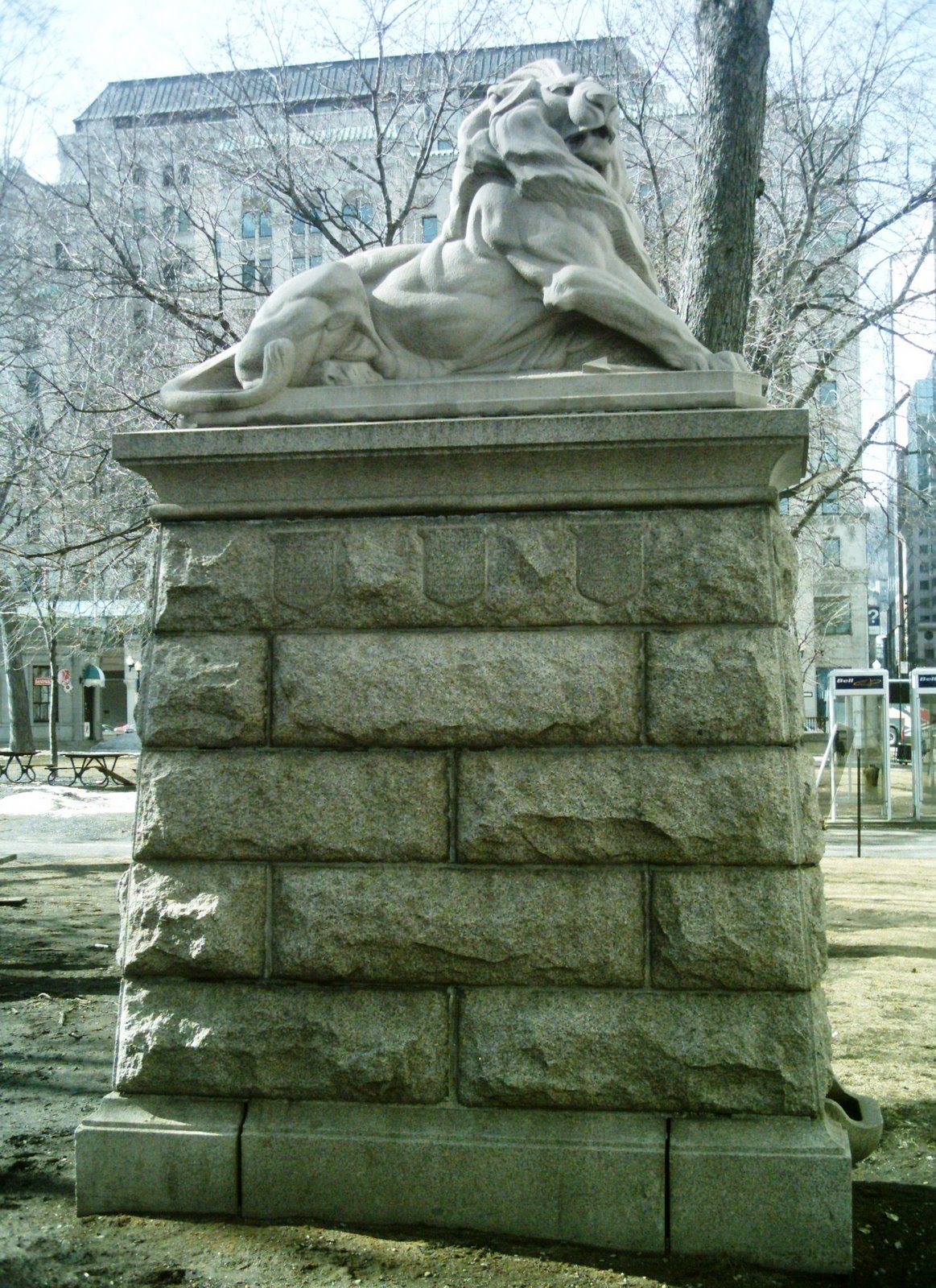
La replica di Montréal del Leone.